# Jacobs
Jacobs («Я́кобс») — бренд кави, заснований 1895 року в Німеччині підприємцем Йоганном Якобсом. На сьогодні належить компанії Douwe Egberts.

## Історія
1895 року в місті Бремен Йоганн Якобс відкрив власну крамницю з продажу кави, чаю, какао, шоколаду та бісквітів, і цей рік вважають датою створення бренду Jacobs. Офіційно торгова марка Jacobs була зареєстрована 1913 року. 1934 року в Бремені була відкрита велика кавова жаровня, яка налічувала 300 співробітників. Доставка свіжообсмаженої кави на фірмових автомобілях в магазини міста відбувалася до чотирьох разів на день.

## Jacobs в Україні
В Україні торгова марка Jacobs з'явилася 1998 року. За даними самої компанії, станом на 2005 рік Jacobs була найпопулярнішою кавою серед українців. 2009 року Україна посіла друге місце в Європі після Німеччини за сумою чистого прибутку компанії.
Разом з рекламною агенцією JWT Ukraine була запущена рекламна кампанія зі слоганом «Якобс 3 в 1», яка посилила відомість бренду в Україні.
З вересня 2015 року власником 99,9423 % акцій бренду Jacobs є нідерландська компанія Charger OpCo B.V.
Українська "дочка" Jacobs ("Якобз Дау Егбертс Україна") публічно не засудила військову агресію РФ, також не вдалося знайти інформацію щодо допомоги ЗСУ. Українці на диво толерантно ставляться до такої поведінки бізнесу, однак нам є чого повчитись у західних країн. Так, після бойкоту в Швеції та Норвегії виробник кави провів незначний ребрендинг. Jacobs Monarch тепер продають росіянам під назвою Monarch Original.
Така "сором’язливість" не заважає материнській компанії Jacobs Douwe Egberts і далі інвестувати в РФ та запускати в Ленінградській області нові виробничі потужності. Детальніше про це читайте в матеріалі OBOZ.UA.